# Cayos Perlas
Los Cayos Perlas (en inglés: The Pearl Cays) es un grupo de 36 cayos dispersos en una superficie de aproximadamente 280 kilómetros cuadrados, situados a unos 35 kilómetros de la costa de Laguna de Perlas en la Costa este o Caribe de Nicaragua. Forman parte de la Región Autónoma de la Costa Caribe Sur (RACCS). Los Cayos Perlas están cubiertos de vegetación y están bordeados de playas de arena blanca. Son también un importante sitio de anidación de tortugas, como la tortuga carey que se encuentra en peligro de extinción, además de que se pueden ver delfines y otras especies de peces.
Están prácticamente deshabitadas, se puede practicar la natación y el buceo, el turismo posee potencial debido a sus cálidas y transparentes aguas, se realizan excursiones durante diferentes épocas del año, los cayos son accesibles básicamente por bote o lancha desde la cercana laguna de perlas.
En los últimos años hubo una polémica con respecto a las construcciones privadas que se realizaron en algunos de los cayos, y ventas de algunos de estos a particulares (como Babumki, Crawlicay y Grapecay), en 2008 fueron paralizadas las construcciones y se desarrollaron iniciativas para declarar el área zona protegida.
Actualmente, algunos cayos forman parte de los escenarios de la edición española del reality Supervivientes.

## Cayos integrantes
Algunos de los cayos permanecen como propiedades privadas, pese a los reclamos de autoridades locales y habitantes del área:
- Crawl
- Baboon
- Grape
- Water
- Vincent
- Wild Cane
- Lime
- Babumki
- Crawlicay
- Grapecay
- Sanfly 1
- Sanfly 2
- Coco
- Cohiba
- Vincent Vincent
- Lime “Janike”